# YESTERDAY LOVE
《YESTERDAY LOVE》是日本歌手倉木麻衣的第3張DVD單曲，於2017年1月11日發行。

## 簡介
- 與前作「SAWAGE☆LIFE」相隔近半年，與上張DVD單曲「Wake me up」相隔近三年。
- 以初回盤、通常盤DVD、通常盤Blu-ray三種形態發售，另還有FC & Musing盤，初回盤是日本第一張VR形式的單曲。
- YESTERDAY LOVE是讀賣電視台・日本電視台動畫『名偵探柯南』片尾曲，正好為倉木麻衣在名偵探柯南20週年中第20次演唱的主題曲。倉木麻衣表示對於柯南不斷升級的世界觀，也想在歌曲方面有新的挑戰，例如YESTERDAY LOVE的歌詞十分密集、最後的「喜歡你!」更要毫不猶豫地唱出來。歌詞講的就是新一和小蘭的戀情，但並不是悲傷的，是一首描寫無法實現愛情的悲傷和今後希望的歌曲。
- 「YESTERDAY LOVE」的PV拍攝採用了360度拍攝，可以說是首次展現了倉木麻衣的真面目的爽朗快歌。充滿疾走的嗓音搭配復古的曲風，是一首令人印象深刻的歌曲。為了充分表達這首歌的世界觀，經過多次討論，最終決定發售VR映像單曲。為追求光鮮奪目的表演與格外吸引眼球的音樂錄影帶，實現了與被稱為「鐳射魔術師」的著名導演東市篤憲的夢幻合作。為了讓大家能更加享受到這個映像的世界觀，採用了最先進的攝像技術製 作了360度MV。在360度的攝影中，使用唯一能把鐳射光線精美地錄製下來的錄影機，錄製超高清4K高畫質360度VR音樂錄影帶，展示了迄今為止前所未見的世界觀。[1]

## 曲目[2]
| DVD、藍光 | DVD、藍光                    | DVD、藍光 | DVD、藍光            | DVD、藍光          | DVD、藍光 |
| 曲序      | 曲目                         |           | 作曲                 | 编曲               | 时长      |
| --------- | ---------------------------- | --------- | -------------------- | ------------------ | --------- |
| 1.        | YESTERDAY LOVE（Music Clip） | 倉木麻衣  | 久保田敬也、長戸大幸 | 鶴澤夢人、長戸大幸 | 4:55      |

## 統計
| 榜單                                  | 最高排名 | 銷量  | 在榜時數 |
| ------------------------------------- | -------- | ----- | -------- |
| Oricon日間DVD音樂榜 (2017年1月11日)   | 8        | —     | 5週      |
| Oricon週間DVD音樂榜 (2017年1月第2週)  | 10       | 817   | 5週      |
| Oricon年間DVD音樂榜 (2017年)          | —        | —     | 5週      |
| Oricon日間藍光音樂榜 (2017年1月11日)  | 2        | —     | 6週      |
| Oricon週間藍光音樂榜 (2017年1月第2週) | 3        | 5,282 | 6週      |
| Oricon年間藍光音樂榜 (2017年)         | —        | —     | 6週      |